# Гедлі (Техас)
Гедлі (англ. Hedley) — місто (англ. city) в США, в окрузі Донлі штату Техас. Населення — 275 осіб (2020).

## Географія
Гедлі розташоване за координатами 34°52′3″ пн. ш. 100°39′33″ зх. д. / 34.86750° пн. ш. 100.65917° зх. д. (34.867384, -100.659050).  За даними Бюро перепису населення США в 2010 році місто мало площу 1,85 км², уся площа — суходіл.

## Демографія
Згідно з переписом 2010 року, у місті мешкало 329 осіб у 139 домогосподарствах у складі 90 родин. Густота населення становила 178 осіб/км².  Було 187 помешкань (101/км²).
Расовий склад населення:
| - 92,7 % — білих - 0,3 % — чорних або афроамериканців - 5,5 % — осіб інших рас |

До двох чи більше рас належало 1,5 %. Частка іспаномовних становила 10,6 % від усіх жителів.
За віковим діапазоном населення розподілялося таким чином: 27,1 % — особи молодші 18 років, 57,4 % — особи у віці 18—64 років, 15,5 % — особи у віці 65 років та старші. Медіана віку мешканця становила 35,9 року. На 100 осіб жіночої статі у місті припадало 98,2 чоловіків;  на 100 жінок у віці від 18 років та старших — 92,0 чоловіків також старших 18 років.
Медіана доходів становила 26 250 доларів для чоловіків та 35 313 долари для жінок. За межею бідності перебувало 17,7 % осіб, у тому числі 26,7 % дітей у віці до 18 років та 4,4 % осіб у віці 65 років та старших.
Цивільне працевлаштоване населення становило 136 осіб. Основні галузі зайнятості: сільське господарство, лісництво, риболовля — 22,1 %, освіта, охорона здоров'я та соціальна допомога — 21,3 %, транспорт — 11,0 %, публічна адміністрація — 10,3 %.